# Souvenirs d'un été
Pour plus de détails, voir Fiche technique et Distribution.
Souvenirs d'un été (titre original Now and Then) est un film américain réalisé par Lesli Linka Glatter et sorti en 1995. Bien que le film ait reçu des critiques défavorables à sa sortie, il a connu un certain succès au box-office, rapportant 37,5 millions de dollars pour un budget de 12 millions de dollars. Il est considéré comme un film culte en raison de sa représentation de l'enfance et de l'amitié féminine.

## Synopsis
En 1995, quatre amies d'enfance se retrouvent dans leur ville natale pour préparer la naissance du bébé de l'une d'entre elles et se remémorent l'été de leurs 12 ans, dans les années 1970.

## Fiche technique
- Titre original : Now and Then
- Titre français : Souvenirs d'un été
- Réalisation : Lesli Linka Glatter
- Scénario : I. Marlene King
- Musique : Cliff Eidelman
- Montage : Jacqueline Cambas
- Pays de production :  États-Unis
- Durée : 100 minutes
- Distribution : New Line Cinema
- Dates de sortie :
  - États-Unis : 20 octobre 1995
  - France : 30 novembre 1995

## Distribution
- Christina Ricci : Roberta jeune
- Rosie O'Donnell : Roberta adulte
- Thora Birch : Teeny jeune
- Melanie Griffith : Teeny adulte
- Gaby Hoffmann : Samantha jeune
- Demi Moore : Samantha adulte
- Ashleigh Aston Moore : Chrissy jeune
- Rita Wilson : Chrissy adulte
- Devon Sawa : Scott Wormer
- Cloris Leachman
- Lolita Davidovich
- Brendan Fraser : un vétéran revenu du Vietnam

## Principaux personnages
- Samantha Albertson (Gaby Hoffmann/Demi Moore)
- Roberta Martin (Christina Ricci/Rosie O'Donnell)
- Chrissy DeWitt (Ashleigh Aston Moore/Rita Wilson)
- Tina "Teeny" Tercell (Thora Birch/Melanie Griffith)

## Bande originale
La chanson These Boots Are Made for Walkin' est utilisée dans la bande son du film.
Un album de la bande originale du film a été publié chez Columbia Records :
1. Sugar, Sugar – The Archies (2:45)
2. Knock Three Times – Tony Orlando & Dawn (en) (2:54)
3. I Want You Back – The Jackson Five (2:53)
4. Signed, Sealed, Delivered I'm Yours – Stevie Wonder (2:39)
5. Band of Gold – Freda Payne (2:53)
6. Daydream Believer – The Monkees (2:49)
7. No Matter What – Badfinger (2:59)
8. Hitchin' a Ride – Vanity Fare (2:55)
9. All Right Now – Free (5:29)
10. I'm Gonna Make You Love Me – The Supremes/The Temptations (3:06)
11. I'll Be There – The Jackson Five (3:56)
12. Now and Then – Susanna Hoffs (5:34)

## Nominations et récompenses
Les quatre jeunes actrices Christina Ricci, Thora Birch, Gaby Hoffmann, et Ashleigh Aston Moore ont été nommées lors des Young Artist Awards en 1996.